# Festival di San Sebastián 1971
La 19ª edizione del Festival internazionale del cinema di San Sebastián si è svolta a San Sebastián dal 7 al 16 luglio 1971.

## Selezione ufficiale

### Concorso
- Bartleby, regia di Anthony Friedman
- Brancaleone alle crociate, regia di Mario Monicelli
- Anche gli uccelli uccidono (Brewster McCloud), regia di Robert Altman
- Tempo d'amore (Ça n'arrive qu'aux autres), regia di Nadine Trintignant
- Crónica de una Señora, regia di Raúl de la Torre
- L'improvvisa ricchezza della povera gente di Kombach (Der plötzliche Reichtum der armen Leute von Kombach), regia di Volker Schlöndorff
- Zio Vanja (Djadja Vanja), regia di Andrej Končalovskij
- Sul far della notte (Juste avant la nuit), regia di Claude Chabrol
- Il ginocchio di Claire (Le genou de Claire), regia di Éric Rohmer
- Molodye, regia di Nikolaj Ivanovič Moskalenko
- Sárika, drágám, regia di Pál Sándor
- Quell'estate del '42 (Summer of '42), regia di Robert Mulligan
- Morte di un professore (Unman, Wittering and Zigo), regia di John Mackenzie
- La rivincita (Už zase skáču přes kaluže), regia di Karel Kachyňa
- Wezwanie, regia di Wojciech Solarz

### Fuori concorso
- L'adultera (Beröringen), regia di Ingmar Bergman
- Eberesuto dai kakko, regia di Isao Zeniya
- Los gallos de la madrugada, regia di José Luis Sáenz de Heredia
- Love Story, regia di Arthur Hiller
- Mecanismo interior, regia di Ramón Barco
- La cronaca di Hellstrom (The Hellstrom Chronicle), regia di Walon Green ed Ed Spiegel

## Premi
- Concha de Oro: Il ginocchio di Claire (Le genou de Claire), regia di Éric Rohmer
- Concha de Plata alla migliore attrice: Graciela Borges, per Crónica de una señora
- Concha de Plata al miglior attore: Vittorio Gassman, per Brancaleone alle crociate